# San Luis, Arizona
San Luis är en stad (city) i Yuma County, i delstaten Arizona, USA. Enligt United States Census Bureau har staden en folkmängd på 27 864 invånare (2011) och en landarea på 83 km².